# Somerton (Arizona)
Somerton es una ciudad ubicada en el condado de Yuma en el estado estadounidense de Arizona. En el censo de 2010 tenía una población de 14 287 habitantes y una densidad poblacional de 755,65 personas por km².

## Geografía
Somerton se encuentra ubicada en las coordenadas 32°36′28″N 114°42′8″O / 32.60778, -114.70222. Según la Oficina del Censo de los Estados Unidos, Somerton tiene una superficie total de 18,91 km², de la cual 18,88 km² corresponden a tierra firme y (0,14%) 0,03 km² es agua.
Si bien está próxima a la frontera, no existe en su proximidad un paso fronterizo que la comunique con México, teniendo del otro lado del límite a Ciudad Morelos, población conocida también por su seudónimo, Cuervos.

## Demografía
Según el censo de 2010, había 14.287 personas residiendo en Somerton. La densidad de población era de 755,65 hab./km². De los 14.287 habitantes, Somerton estaba compuesto por el 64,37% blancos, el 0,85% eran afroamericanos, el 0,78% eran amerindios, el 0,38% eran asiáticos, el 0,06% eran isleños del Pacífico, el 31,14% eran de otras razas y el 2,41% pertenecían a dos o más razas. Del total de la población el 95,95% eran hispanos o latinos de cualquier raza.

## Trivia
En esta localidad, se llevaron a cabo la mayor parte de las escenas rodadas de la película The Last Stand, protagonizada por Arnold Schwarzenegger y Eduardo Noriega. En la misma, el Sheriff Ray Owens (Schwarzenegger) es alertado sobre la fuga del peligroso criminal Gabriel Cortéz (Noriega) y sobre la construcción de un paso ilegal en las afueras de Somerton, sobre el límite entre Estados Unidos y México. En este sentido, Owens defenderá su pueblo de la amenaza de los secuaces de Cortéz y buscara evitar su escape a cualquier costo.